# Roberto Galia
Roberto Galia (Trapani, 16 febbraio 1963) è un allenatore di calcio ed ex calciatore italiano, di ruolo difensore o centrocampista.

## Caratteristiche tecniche

### Giocatore
Ha iniziato a giocare come terzino, impiegabile su entrambe le fasce del campo, passando in seguito al ruolo più avanzato di mediano.
Di piede destro naturale e abile nelle incursioni in attacco, era apprezzato per il suo impegno costante e per le sue notevoli doti fisiche e atletiche.

## Carriera

### Giocatore

#### Club

Galia in azione alla Juventus nella stagione 1990-1991

Cresciuto nel settore giovanile del Como, esordisce in Serie A il 10 maggio 1981, a 18 anni, nella sfida casalinga contro il Napoli (0-1); il 24 maggio dello stesso anno, proprio all'ultima giornata di campionato, un suo gol al Bologna determina il 2-1 finale che regala la salvezza ai lariani. Di contro, l'anno successivo le sue 21 presenze non riescono a salvare i biancoblù dalla retrocessione. Nella stagione 1982-1983 fa parte di un Como imbottito di talentuosi giovani cresciuti nel vivaio, capace di sfiorare la promozione (rimane agli annali una vittoria sul Milan poi vincitore del campionato), che però sfugge agli spareggi contro Catania e Cremonese.
Passato alla Sampdoria nell'estate seguente, Galia è schierato titolare per tre stagioni consecutive, in cui dà prova della sua versatilità giocando sia da terzino, su entrambe le fasce, sia da mediano: con i blucerchiati partecipa alla vittoria della Coppa Italia 1984-1985, il primo trofeo nella storia del club. Nel 1986 è ingaggiato dal Verona allenato da Osvaldo Bagnoli, il quale posiziona Galia davanti alla difesa in pianta stabile.
Nell'estate 1988 passa alla Juventus, con cui gioca per le successive sei stagioni, riscuotendo la fiducia di tutti gli allenatori che si alternano sulla panchina bianconera: dapprima Dino Zoff, poi Luigi Maifredi e infine Giovanni Trapattoni. A Torino conquista un'altra Coppa Italia nel 1990, siglando peraltro il decisivo 1-0 nella finale di ritorno contro il Milan, e due Coppe UEFA: la prima sempre nel 1990, contro la Fiorentina, in cui segna un'altra rete nella finale di andata, e la seconda nel 1993, contro il Borussia Dortmund.
Ancora trentunenne, nell'estate 1994 passa all'Ascoli, con cui però rimane solo fino a novembre dello stesso anno, e poi chiude la carriera con un triennio nel club che l'aveva lanciato, il Como, con cui retrocede dalla Serie B alla Serie C1 nella prima stagione.
Annovera oltre 300 presenze e 15 gol in A, 65 presenze e 6 gol in B e 54 gare in C1.

#### Nazionale
Ha giocato 12 gare con la nazionale Under-21, con cui ha fatto il suo esordio il 6 ottobre 1982 nell'1-1 contro l'Austria), nonché 12 gare con la nazionale olimpica nel biennio 1986-1988: qui allenato da Dino Zoff nelle fasi di qualificazione e poi da Francesco Rocca al torneo olimpico di Seul 1988), ha segnato anche il gol della vittoria in Italia-Portogallo (1-0) durante le fasi di qualificazione.
Quanto alla nazionale maggiore, Galia ha avuto modo di vestire la maglia azzurra solo nell'estate 1992, in occasione della U.S. Cup: qui il commissario tecnico Arrigo Sacchi lo schiera, peraltro fuori posizione, in tre occasioni, nello 0-0 col Portogallo del 31 maggio, in cui subentra a Luca Fusi, nel 2-0 all'Irlanda del 4 giugno, in cui scende in campo per la prima volta da titolare, e nell'1-1 contro i padroni di casa degli Stati Uniti del 6 giugno, dov'è sostituito da Fusi.

### Allenatore
Ha iniziato la carriera in panchina come vice di Loris Dominissini al Como nel campionato di Serie B 2001-2002. Conquistata la massima serie, torna in cadetteria dopo la retrocessione della stagione 2002-2003 e addirittura dirige la squadra nelle ultime otto partite del campionato 2003-2004, quando la squadra ritorna in Serie C1.
Nel 2004 viene contattato dal Chiasso, nella seconda divisione svizzera. Da fine febbraio a giugno 2007 ha allenato la Pro Vercelli, in Serie C2, sfiorando i play-out. Il 6 dicembre dello stesso anno comincia la sua avventura sulla panchina del Turate, squadra di Serie D, al posto del dimissionario Domenico Zilio.
È stato responsabile tecnico della Juventus Soccer School di Cogliate. Nel maggio 2012 torna al Como per occuparsi del rilancio del settore giovanile biancoblù. Nel luglio 2015 assume l'incarico di allenatore della formazione Primavera del Como, in coppia con Andrea Ardito.
Dal 2018 è direttore dell'Accademia Como, struttura che nel 2021 confluisce nel Como.

## Statistiche

### Cronologia presenze e reti in nazionale
| Cronologia completa delle presenze e delle reti in nazionale ― Italia | Cronologia completa delle presenze e delle reti in nazionale ― Italia | Cronologia completa delle presenze e delle reti in nazionale ― Italia | Cronologia completa delle presenze e delle reti in nazionale ― Italia | Cronologia completa delle presenze e delle reti in nazionale ― Italia | Cronologia completa delle presenze e delle reti in nazionale ― Italia | Cronologia completa delle presenze e delle reti in nazionale ― Italia | Cronologia completa delle presenze e delle reti in nazionale ― Italia |
| Data                                                                  | Città                                                                 | In casa                                                               | Risultato                                                             | Ospiti                                                                | Competizione                                                          | Reti                                                                  | Note                                                                  |
| --------------------------------------------------------------------- | --------------------------------------------------------------------- | --------------------------------------------------------------------- | --------------------------------------------------------------------- | --------------------------------------------------------------------- | --------------------------------------------------------------------- | --------------------------------------------------------------------- | --------------------------------------------------------------------- |
| 31-5-1992                                                             | New Haven                                                             | Italia                                                                | 0 – 0                                                                 | Portogallo                                                            | U.S. Cup 1992                                                         | -                                                                     | 77’                                                                   |
| 4-6-1992                                                              | Boston                                                                | Italia                                                                | 2 – 0                                                                 | Irlanda                                                               | U.S. Cup 1992                                                         | -                                                                     |                                                                       |
| 7-6-1992                                                              | Chicago                                                               | Stati Uniti                                                           | 1 – 1                                                                 | Italia                                                                | U.S. Cup 1992                                                         | -                                                                     | 65’                                                                   |
| Totale                                                                |                                                                       | Presenze                                                              | 3                                                                     |                                                                       | Reti                                                                  | 0                                                                     |                                                                       |

## Palmarès

### Giocatore

#### Club

##### Competizioni nazionali
- Coppa Italia: 2

Sampdoria: 1984-1985
Juventus: 1989-1990
- Coppa Italia Serie C: 1

Como: 1996-1997

##### Competizioni internazionali
- Coppa UEFA: 2

Juventus: 1989-1990, 1992-1993